# Nabokov (cràter)
Nabokov és un cràter d'impacte en el planeta Mercuri de 166 km de diàmetre. Porta el nom de l'escriptor rus-estatunidenc Vladimir Nabokov (1899-1977), i el seu nom va ser aprovat per la Unió Astronòmica Internacional el 2012.